# Mirage Tour
Die Mirage Tour war eine Mini-Konzerttournee der britisch-US-amerikanischen Rockband Fleetwood Mac. Auf dieser Tournee wurde ihr 1982 erschienenes Studioalbum Mirage beworben.

## Hintergrund
Die Tournee begann am 1. September 1982 in Greensboro und endete nur knapp zwei Monate später am 31. Oktober 1982 in Austin. Aufgrund der schlechten Erfahrungen der Band während ihrer vorherigen Tusk Tour (1979/80), die für alle Mitglieder eine physische und psychische Belastung darstellte, wurde die Tournee zum Album Mirage mit insgesamt 33 Konzerten, die sich auch nur auf die Vereinigten Staaten beschränkten, bewusst kurz gehalten.
Zudem markierte die Tour die vorerst letzten Konzerte der Band mit Lindsey Buckingham, der zwar auf dem nächsten Bandalbum Tango in the Night noch mitwirkte, die Gruppe jedoch kurz nach der Veröffentlichung dieses Albums verließ. Buckingham kehrte jedoch im Zuge des Reunionskonzerts der Band im Mai 1997 zurück.
Am 18. Oktober 1982 veranstalteten Fleetwood Mac in Irvine ein Benefizkonzert zugunsten der City of Hope Foundation. Bei dieser Show trat im Vorprogramm neben Don Henley auch Stevie Nicks solo mit ihrer eigenen Band auf.
Im gleichen Monat kam es zu einer Tragödie, als ein guter Freund von Stevie Nicks überraschend starb und dies sie in einen Zustand völligen Schocks versetzte. Infolgedessen gab sie einige ihrer nach Meinung von Musikkritikern mitreißendsten und gefühlvollsten Auftritte.

## Liveaufnahmen
Die Shows vom 21. und 22. Oktober im Forum in Inglewood wurden aufgezeichnet und 1984 auf VHS (und später auf DVD) unter dem Titel Fleetwood Mac In Concert – Mirage Tour ’82 veröffentlicht. Der Audioteil dieses Videos erschien 2016 auch als Bonus-CD der Deluxe-Edition des Albums Mirage.

## Setlist

### Beispiel-Setlist
- Second Hand News
- The Chain
- Don’t Stop
- Dreams
- Oh Well
- Rhiannon
- Brown Eyes
- Eyes of the World
- Gypsy
- Love in Store
- Not That Funny
- Never Going Back Again
- Landslide
- Tusk
- Sara
- Hold Me
- You Make Loving Fun
- I’m So Afraid
- Go Your Own Way
- Blue Letter
- Sisters of the Moon
- Songbird

## Tourdaten
| Nr. | Datum              | Stadt           | Land               | Veranstaltungsort           | Anmerkungen              |
| --- | ------------------ | --------------- | ------------------ | --------------------------- | ------------------------ |
| 1   | 1. September 1982  | Greensboro      | Vereinigte Staaten | Coliseum                    |                          |
| 2   | 2. September 1982  | Atlanta         | Vereinigte Staaten | The Omni                    |                          |
| 3   | 4. September 1982  | Orlando         | Vereinigte Staaten | Orlando Stadium             | Rock Superbowl Festival  |
| 4   | 5. September 1982  | San Bernardino  | Vereinigte Staaten | Glen Helen Regional Park    | US Festival              |
| 5   | 9. September 1982  | Lexington       | Vereinigte Staaten | Rupp Arena                  |                          |
| 6   | 10. September 1982 | Norfolk         | Vereinigte Staaten | Scope Arena                 |                          |
| 7   | 11. September 1982 | Philadelphia    | Vereinigte Staaten | Spectrum                    |                          |
| 8   | 14. September 1982 | East Rutherford | Vereinigte Staaten | Brendan Byrne Arena         |                          |
| 9   | 15. September 1982 | Worcester       | Vereinigte Staaten | Centrum Center              |                          |
| 10  | 18. September 1982 | Indianapolis    | Vereinigte Staaten | Market Square Arena         |                          |
| 11  | 19. September 1982 | Detroit         | Vereinigte Staaten | Joe Louis Arena             |                          |
| 12  | 22. September 1982 | East Troy       | Vereinigte Staaten | Alpine Valley Music Theatre |                          |
| 13  | 23. September 1982 | Bloomington     | Vereinigte Staaten | Met Center                  |                          |
| 14  | 26. September 1982 | Oklahoma City   | Vereinigte Staaten | Myriad Convention Center    |                          |
| 15  | 27. September 1982 | Houston         | Vereinigte Staaten | The Summit                  |                          |
| 16  | 28. September 1982 | Dallas          | Vereinigte Staaten | Reunion Arena               |                          |
| 17  | 30. September 1982 | Tempe           | Vereinigte Staaten | Compton Terrace             |                          |
| 18  | 3. Oktober 1982    | Oakland         | Vereinigte Staaten | Coliseum Arena              |                          |
| 19  | 7. Oktober 1982    | Austin          | Vereinigte Staaten | Frank Erwin Center          |                          |
| 20  | 9. Oktober 1982    | Chapel Hill     | Vereinigte Staaten | Carmichael Auditorium       |                          |
| 21  | 10. Oktober 1982   | East Troy       | Vereinigte Staaten | Alpine Valley Music Theatre |                          |
| 22  | 12. Oktober 1982   | Memphis         | Vereinigte Staaten | Mid-South Coliseum          |                          |
| 23  | 13. Oktober 1982   | Baton Rouge     | Vereinigte Staaten | LSU Assembly Center         |                          |
| 24  | 15. Oktober 1982   | Denver          | Vereinigte Staaten | McNichols Sports Arena      |                          |
| 25  | 17. Oktober 1982   | Sacramento      | Vereinigte Staaten | Cal Expo Amphitheatre       |                          |
| 26  | 18. Oktober 1982   | Irvine          | Vereinigte Staaten | Irvine Meadows Amphitheatre | Concert for City of Hope |
| 27  | 20. Oktober 1982   | Oakland         | Vereinigte Staaten | Coliseum Arena              |                          |
| 28  | 21. Oktober 1982   | Inglewood       | Vereinigte Staaten | The Forum                   |                          |
| 29  | 22. Oktober 1982   | Inglewood       | Vereinigte Staaten | The Forum                   |                          |
| 30  | 25. Oktober 1982   | Cedar Falls     | Vereinigte Staaten | UNI-Dome                    |                          |
| 31  | 26. Oktober 1982   | Lincoln         | Vereinigte Staaten | Pershing Auditorium         |                          |
| 32  | 28. Oktober 1982   | St. Louis       | Vereinigte Staaten | Checkerdome                 |                          |
| 33  | 31. Oktober 1982   | Austin          | Vereinigte Staaten | Frank Erwin Center          |                          |

## Band
- Mick Fleetwood: Schlagzeug, Percussion
- John McVie: Bass
- Christine McVie: Gesang, Hammondorgel, Keyboards, Klavier, Akkordeon, Gitarre, Maracas
- Lindsey Buckingham: Gesang, Gitarre
- Stevie Nicks: Gesang, Tamburin, Cowbell